# Spirama guttata
Spirama guttata är en fjärilsart som beskrevs av Hans Daniel Johan Wallengren 1856. Spirama guttata ingår i släktet Spirama och familjen nattflyn. Inga underarter finns listade i Catalogue of Life.